# Catarina Ribeiro
Sara Catarina Ribeiro (ur. 31 maja 1990 w Lousadzie) – portugalska lekkoatletka specjalizująca się w biegach długich.
W 2011 podczas mistrzostw Europy młodzieżowców zdobyła brązowy medal w biegu na 10 000 metrów oraz wraz z koleżankami z reprezentacji sięgnęła po brąz w rywalizacji drużyn młodzieżowców na mistrzostwach Europy w biegu na przełaj w Velenje. Brązowa medalistka mistrzostw ibero-amerykańskich z 2012 i 2014. Złota medalistka mistrzostw kraju.
Rekord życiowy: bieg na 10 000 metrów – 32:21,19 (2 czerwca 2018, Maia).

## Osiągnięcia
| Rok  | Impreza                                   | Miejsce      | Konkurencja        | Lokata      | Wynik    |
| ---- | ----------------------------------------- | ------------ | ------------------ | ----------- | -------- |
| 2011 | Młodzieżowe mistrzostwa Europy            | Ostrawa      | bieg na 10 000 m   | 3. miejsce  | 34:10,39 |
| 2011 | Mistrzostwa Europy w biegach przełajowych | Velenje      | bieg młodzieżowców | 15. miejsce | 20:43    |
| 2012 | Mistrzostwa ibero-amerykańskie            | Barquisimeto | bieg na 3000 m     | 3. miejsce  | 9:26,98  |
| 2013 | Puchar Europy w biegu na 10 000 metrów    | Prawec       | bieg na 10 000 m   | 8. miejsce  | 34:00,30 |
| 2014 | Mistrzostwa ibero-amerykańskie            | São Paulo    | bieg na 5000 m     | 3. miejsce  | 16:05,45 |
| 2017 | Mistrzostwa świata                        | Londyn       | maraton            | –           | DNF      |
| 2017 | Mistrzostwa Europy w biegach przełajowych | Šamorín      | bieg seniorek      | 18. miejsce | 28:00    |
| 2018 | Mistrzostwa Europy                        | Berlin       | bieg na 10 000 m   | 9. miejsce  | 32:53,71 |
| 2018 | Mistrzostwa Europy w biegach przełajowych | Tilburg      | bieg seniorek      | 58. miejsce | 28:42    |
| 2019 | Puchar Europy w biegu na 10 000 metrów    | Londyn       | bieg na 10 000 m   | 28. miejsce | 33:39,89 |
| 2021 | Igrzyska olimpijskie                      | Tokio        | maraton            | 70. miejsce | 2:55:01  |